# Bridge over Troubled Water (sång)
Bridge over Troubled Water, skriven av Paul Simon och sjungen av Art Garfunkel (ihop med Simon på tredje versen), är en kärleks/vänskapssång, utgiven på singel av Simon and Garfunkel i januari 1970. Den 28 februari 1970 gick sången upp på 1:a plats på hitlistan Billboard Hot 100. Likaså blev den singeletta i Storbritannien. Inspelningen återfinns på albumet Bridge over Troubled Water. Låten tillhör duons mest berömda, och tilldelades en Grammy för årets låt 1970. Magasinet Rolling Stone medtog den på listan The 500 Greatest Songs of All Time på plats 48.
Simon skrev låten på gitarr, trots att piano huvudsakligen används i låten. En tidigare outgiven demoversion av "Bridge over Troubled Water" - utan Art Garfunkel och bara Simon sjungande ackompanjerad av akustisk gitarr - återfinns på Paul Simons CD-box 1964/1993 som gavs ut 1993.
Elvis Presley har spelat in en cover på sången på sitt album That's the Way It Is från 1970.

## Översättningar till svenska
Tommy Körberg var först med att spela in låten på svenska under titeln "Som en bro över mörka vatten" (sv. text: Åke Arenhill). Den versionen låg på Svensktoppen med inspelning av Tommy Körberg under perioden 13 september-18 oktober 1970 med fjärdeplats som högsta placering  och av Christians 25 februari-11 mars 1973 med placeringarna 9-10-10 . Nanne Grönvall spelade in den med text på svenska 2007 på albumet Jag måste kyssa dig.
Inför bygget av Munksjöbron i Jönköping i Sverige gjorde den lokala gruppen Tre små grisar 2002 en annan svenskspråkig version av sången. Den heter "En bro över sketit vatten" och är en protestsång som är kritisk till brobygget .

## Andra artister som spelat in Bridge over Troubled Water
- Clay Aiken
- Tina Arena
- Chet Atkins & Jerry Reed
- Shirley Bassey på sitt album Something Else (1971)
- Black Label Society (på albumet "The Song Remains Not The same)
- The Blind Boys of Alabama
- Bon Jovi (Akustisk version på HIV/AIDS-Galan "Life Beat" år 1996)
- Johnny Cash och Fiona Apple på albumet American IV: The Man Comes Around
- Eva Cassidy
- Charlotte Church
- Linda Clifford
- Paul Desmond
- Roberta Flack (på albumet Quiet Fire)
- Aretha Franklin
- Art Garfunkel (live på albumet Across America)
- Jennifer Holliday och Luther Vandross
- Whitney Houston och CeCe Winans
- Jackson 5
- Hannah Jones
- Tom Jones
- Peggy Lee
- Annie Lennox
- Jimmy London
- Barry Manilow (på albumet The Greatest Songs of the Seventies)
- Johnny Mathis
- Katie Melua
- Nana Mouskouri (både på engelska och franska "Comme une pont jété sur l'eau trouble")
- Anne Murray
- Willie Nelson
- Aaron Neville
- Roy Orbison
- Buck Owens
- Elvis Presley
- LeAnn Rimes
- Neil Sedaka (live på albumet 21 Hits Live On Stage)
- The Shadows
- The Supremes
- Teresa Teng
- Jolin Tsai
- Bonnie Tyler
- Frankie Vaughan (på albumet Sincerly Yours (1973))
- Russell Watson
- Stevie Wonder
- Alf Lax

## Listplacering
| Lista (1970)   | Topplacering    |
| -------------- | --------------- |
| Danmark        | 5 (DR "Top Ti") |
| Finland        | 8               |
| Frankrike      | 1               |
| Irland         | 2               |
| Nederländerna  | 5               |
| Norge          | 7               |
| Kanada         | 1               |
| Schweiz        | 5               |
| Spanien        | 2               |
| Storbritannien | 1               |
| Sverige        | 4 (Tio i topp)  |
| USA            | 1               |
| Västtyskland   | 3               |
| Österrike      | 4               |

### Fotnoter
1. ↑  https://www.grammy.com/grammys/awards/13th-annual-grammy-awards-1970
2. ↑  https://www.rollingstone.com/music/music-lists/500-greatest-songs-of-all-time-151127/simon-and-garfunkel-bridge-over-troubled-water-67704/
3. ↑  Svensktoppen - 1970
4. ↑  Svensktoppen - 1973
5. ↑  Tre små grisar - En bro över sketit vatten
6. ↑  ”Hejmdal, Ung 70, Listplacering”. https://www2.statsbiblioteket.dk/mediestream/avis/record/doms_aviser_page%3Auuid%3Afad1dd81-6e95-4ec9-b1e1-a908048e251c/query/hejmdal/page/doms_aviser_page%3Auuid%3A8782a449-45c1-49c4-ab86-cf87068c4f91. Läst 25 mars 2021.
7. ↑  ”Listplacering”. http://suomenlistalevyt.blogspot.com/2015/08/sii-six.html. Läst 25 mars 2021.
8. ↑  ”Listplacering”. http://www.infodisc.fr/Tubes_Artistes_S.php. Läst 25 mars 2021.
9. ↑  ”Listplacering”. http://irishcharts.ie/search/placement?page=1&search_type=title&placement=Bridge+Over+Troubled+Water. Läst 25 mars 2021.
10. ↑  ”Listplacering”. http://dutchcharts.nl/showitem.asp?interpret=Simon+%26+Garfunkel&titel=Bridge+Over+Troubled+Water&cat=s. Läst 1 juni 2011.
11. ↑  ”Listplacering”. http://norwegiancharts.com/showitem.asp?interpret=Simon+%26+Garfunkel&titel=Bridge+Over+Troubled+Water&cat=s. Läst 1 juni 2011.
12. ↑  ”Listplacering”. https://www.bac-lac.gc.ca/eng/discover/films-videos-sound-recordings/rpm/Pages/image.aspx?Image=nlc008388.3775&URLjpg=http%3a%2f%2fwww.collectionscanada.gc.ca%2fobj%2f028020%2ff4%2fnlc008388.3775.gif&Ecopy=nlc008388.3775. Läst 25 mars 2021.
13. ↑  ”Listplacering”. http://hitparade.ch/showitem.asp?interpret=Simon+%26+Garfunkel&titel=Bridge+Over+Troubled+Water&cat=s. Läst 1 juni 2011.
14. ↑  Salaverri, Fernando (2005). Sólo éxitos: año a año, 1959–2002 (1:a uppl.). ISBN 978-84-8048-639-2
15. ↑  ”Simon & Garfunkel Chart History” (på engelska). The Official UK Charts Company. https://www.officialcharts.com/artist/8688/simon-and-garfunkel/. Läst 25 mars 2021.
16. ↑  Hallberg, Eric (1998). Tio i topp - med de utslagna på försök 1961-74 (1:a uppl.). ISBN 91-972712-5-X
17. ↑  ”Listplacering”. https://www.billboard.com/music/simon-garfunkel/chart-history. Läst 25 mars 2021.
18. ↑  ”Listplacering”. http://www.charts-surfer.de/. Läst 25 mars 2021.
19. ↑  ”Listplacering”. http://austriancharts.at/showitem.asp?interpret=Simon+%26+Garfunkel&titel=Bridge+Over+Troubled+Water&cat=s. Läst 1 juni 2011.